# Kanton (Schweiz)
 For alternative betydninger, se Kanton. (Se også artikler, som begynder med Kanton)
Kantoner er i Schweiz delstater i den føderale stat. Frem til midten af 1800-tallet var hver kanton i den daværende konføderation en suveræn stat, med egne hære og valutaer. Den nuværende føderale struktur blev dannet i 1848.
Ifølge konføderationsforfatningen af 1999 er der officielt 26 kantoner. Ved valg til landets andet-kammer (Ständerat) i konføderationsparlamentet og ved afstemninger om føderale initiativer, benytter man imidlertid antallet af stater (Stände) som er 23. Det skyldes, at de gamle nu opdelte kantoner Unterwalden, Appenzell og Basel hver består af to såkaldte halvkantoner; Unterwalden består af Obwalden og Nidwalden, Appenzell af Appenzell Innerrhoden og Appenzell Ausserrhoden, mens Basel består af Basel-Stadt og Basel-Landschaft.
I 1500-tallet bestod den schweiziske konføderation af tretten selvstyrende stater. Disse stater blev kaldt kantoner, og der fandtes to forskellige typer kantoner: De seks landkantoner og de syv bykantoner. Selv om de teknisk set var en del af det Tysk-romerske rige, var de i praksis uafhængige, da schweizerne sejrede over kejser Maximilian I. i 1499, og blev officielt anerkendt som uafhængige gennem den westfalske fred i 1648.
Frem til 1798 var de seks landkantoner demokratiske republikker, mens de syv bykantoner var styret af byråd. Imidlertid var både land- og bykantonerne kontrolleret af små oligarkier af velstående borgere. Blandt bykantonerne var Zürich, Bern og Basel.
Hver kanton har sin egen grundlov, lovgivende forsamling, regering og dømmende magt. Alle kantonernes lovgivende forsamlinger er etkammer parlamenter, hvor størrelsen varierer mellem 85 og 200 pladser. Nogle få lovgivende forsamlinger er generalforsamlinger (Landsgemeinden). De kantonale regeringer består af enten fem eller syv medlemmer.
Alle opgaver, der ikke udtrykkeligt ligger hos konføderationen ifølge den schweiziske forfatning, hører til kantonerne. Kantonerne bestemmer selv i hvor stor grad kommunerne skal styre sig selv, og dette varierer derfor meget. Størrelsen på kantonerne spænder vidt: fra 37 til 7.105 km² samlet areal (land (39.997 km²) og vand (1.288 km²)); folketallet varierer fra 15.300 til 1.284.000.
I kantonale sager er det direkte demokrati i form af generalforsamlinger (Landsgemeinde) nu begrænset til kantonerne Appenzell Innerrhoden og Glarus. I de resterende kantoner bliver de demokratiske rettigheder udtrykt ved hjælp af valg. Siden Jura blev oprettet i 1978 er der ikke oprettet nye kantoner.
Kantonerne var inddelt i 2148 kommuner 1. januar 2022.

## Liste over kantoner
Tabellen nedenfor oplister kantonene i samme rækkefølge som i konføderationsforfatningen.
| Flag       | Fork. | Kanton                           | Siden | Hovedstad    | Folketal  | Samlet areal | Befolkningstæthed | Antal kommuner | Officielle sprog                  |
| ---------- | ----- | -------------------------------- | ----- | ------------ | --------- | ------------ | ----------------- | -------------- | --------------------------------- |
| Kantonflag | ZH    | Zürich                           | 1351  | Zürich       | 1.284.052 | 1.729        | 743               | 171            | tysk                              |
| Kantonflag | BE    | Bern / Berne                     | 1353  | Bern         | 958.897   | 5.959        | 161               | 398            | tysk fransk                       |
| Kantonflag | LU    | Luzern                           | 1332  | Luzern       | 359.110   | 1.493        | 241               | 97             | tysk                              |
| Kantonflag | UR    | Uri                              | 1291  | Altdorf      | 34.948    | 1.077        | 32                | 20             | tysk                              |
| Kantonflag | SZ    | Schwyz                           | 1291  | Schwyz       | 138.832   | 908          | 153               | 30             | tysk                              |
| Kantonflag | OW    | Obwalden                         | 1291  | Sarnen       | 33.755    | 491          | 69                | 7              | tysk                              |
| Kantonflag | NW    | Nidwalden                        | 1291  | Stans        | 40.012    | 276          | 145               | 11             | tysk                              |
| Kantonflag | GL    | Glarus                           | 1352  | Glarus       | 38.084    | 685          | 56                | 27             | tysk                              |
| Kantonflag | ZG    | Zug                              | 1352  | Zug          | 107.171   | 239          | 448               | 11             | tysk                              |
| Kantonflag | FR    | Fribourg / Freiburg              | 1481  | Fribourg     | 258.252   | 1.671        | 155               | 182            | fransk tysk                       |
| Kantonflag | SO    | Solothurn                        | 1481  | Solothurn    | 248.613   | 791          | 314               | 126            | tysk                              |
| Kantonflag | BS    | Basel-Stadt                      | 1501  | Basel        | 184.822   | 37           | 4.995             | 3              | tysk                              |
| Kantonflag | BL    | Basel-Landschaft                 | 1501  | Liestal      | 267.166   | 518          | 516               | 86             | tysk                              |
| Kantonflag | SH    | Schaffhausen                     | 1501  | Schaffhausen | 73.866    | 298          | 248               | 33             | tysk                              |
| Kantonflag | AR    | Appenzell Ausserrhoden           | 1513  | Herisau      | 52.509    | 243          | 216               | 20             | tysk                              |
| Kantonflag | AI    | Appenzell Innerrhoden            | 1513  | Appenzell    | 15.300    | 173          | 88                | 6              | tysk                              |
| Kantonflag | SG    | St. Gallen                       | 1803  | St. Gallen   | 461.810   | 2.026        | 228               | 89             | tysk                              |
| Kantonflag | GR    | Graubünden / Grischun / Grigioni | 1803  | Chur         | 187.920   | 7.105        | 26                | 208            | tysk rætoromansk italiensk        |
| Kantonflag | AG    | Aargau                           | 1803  | Aarau        | 574.813   | 1.404        | 409               | 231            | tysk                              |
| Kantonflag | TG    | Thurgau                          | 1803  | Frauenfeld   | 235.764   | 991          | 238               | 80             | tysk                              |
| Kantonflag | TI    | Ticino / Tessin                  | 1803  | Bellinzona   | 324.851   | 2.812        | 116               | 201            | italiensk                         |
| Kantonflag | VD    | Vaud / Waadt                     | 1803  | Lausanne     | 662.145   | 3.212        | 206               | 382            | fransk                            |
| Kantonflag | VS    | Valais / Wallis                  | 1815  | Sion         | 294.608   | 5.224        | 56                | 158            | fransk tysk                       |
| Kantonflag | NE    | Neuchâtel / Neuenburg            | 1815  | Neuchâtel    | 168.912   | 803          | 210               | 62             | fransk                            |
| Kantonflag | GE    | Genève                           | 1815  | Genève       | 433.235   | 282          | 1.536             | 45             | fransk                            |
| Kantonflag | JU    | Jura                             | 1979  | Delémont     | 69.292    | 838          | 83                | 83             | fransk                            |
| Schweiz    | CH    | Schweiz                          |       | Bern         | 7.508.739 | 41.285       | 182               | 2.773          | tysk fransk italiensk rætoromansk |